# حیاتی حمزه‌اوقلو
حیاتی حمزه‌اوقلو (انگلیسی: Hayati Hamzaoğlu؛ ۵ مارس ۱۹۳۳ – ۱۵ آوریل ۲۰۰۰) هنرپیشه اهل ترکیه بود. او دو بار برنده جایزه «بهترین بازیگر مکمل مرد» از جشنواره بین‌المللی فیلم پرتقال طلایی آنتالیا شده‌است.